# Michel Yost
Michel Yost (París, França, 1754 - 5 de juliol de 1786) fou un clarinetista i compositor francès.
Deixeble de Beer, ben aviat rivalitzà amb el seu mestre i des del 1776 fou un dels professors més aplaudits de França.
A causa d'una greu malaltia, els metges li prohibiren que continués dedicant-se a la seva professió, però no va seguir el consell i morí víctima de les seves aficions artístiques.
Deixà nombroses composicions, entre elles 14 concerts per a clarinet, 5 quartets per a clarinet i instruments d'arc, 8 quaderns de duets per aquests instruments, etc..